# بئر رومة
بئر رومة أو بئر عثمان، إحدى آبار المدينة المنورة سميت على اسم الصحابي الجليل رومة الغفاري الكناني من بني غفار من قبيلة كنانة، وتعرف ببئر عثمان، وهي في منطقة الزراعة، عن بشر بن بشير الأسلميّ، عن أبيه قال: لما قدم المهاجرون المدينة استنكروا الماء، وكانت لرجل من بني غفار عين يقال لها رومة، وكان يبيع منها القربة بمُدّ. فقال النبي محمد «تبيعها بعين في الجنة»، فقال: ليس لي يا رسول الله عين غيرها، لا أستطيع ذلك، فبلغ ذلك عثمان، فاشتراها بخمسة وثلاثين ألف درهم، ثم أتى نبي الإسلام فقال: أتجعل لي مثل الذي جعلت له عيناً في الجنة إن اشتريتها؟ قال: نعم، قال: قد اشتريتها وجعلتها للمسلمين. وعن عبد الرحمن السلمي أن عثمان حين حوصر أشرف عليهم وقال: أنشدكم بالله ولا أنشد إلا أصحاب رسول الله، ألستم تعلمون أن رسول الله قال: من حفر رومة فله الجنة، فحفرتها؟... الحديث. رواه البخاري
واتى عثمان لليهودي رغبةً منه في مساومته بها فأبى أن يبيعها كلها، فاشترى عثمان نصفها باثنى عشر ألف درهم فجعله للمسلمين، وقال عثمان لليهودي:«إن شئت جعلت على نصيبي قرنين، وغن شئت فلي يوم ولك يوم، فقال: بل لك يوم ولي يوم». فكان إذا صادف يوم عثمان استقى المسلمون ما يكفيهم يومين، فلما رأى ذلك اليهودي قال:«أفسدت علي ركيتي، فاشتر النصف الآخر، فاشتراه بثمانية آلاف درهم».

## موقع بئر رومة
تقع بئر رومة في العقيق الأصغر، في الجهة الشمالية الغربية لمسجد القبلتين، بعيداً عنه، في منطقة تعرف قديماً (مجتمع الأسيال)، في براح واسع من الأرض، قبلي منطقة الجرف المعروفة إلى اليوم، عند مفيض عين مروان بن الحكم من ناحية الجرف، ومن ماء الجرف تنبع بئر سيدنا عثمان بن عفان رضي الله عنه.

## تاريخ بئر رومة
بئر رومة بئر قديمة، عرفت منذ عصور قديمة، وأول ما ذكر من تاريخها، أن تبع الملك اليماني لما قدم المدينة كان منزله بقناة، واحتفر البئر التي يقال لها بئر الملك، وبه سميت فاستوبأ بئره تلك، فدخلت عليه امرأة من بني زريق، يقال لها "فكهة"، فشكا إليها وباء بئره، فانطلقت فأخذت حمارين، فاستقت له من بئر رومة، ثم جاءته به، فشرب فأعجبه، وقال زدني من هذا الماء، فكانت تصير إليه به في مقامه، فلما خرج قال لها يا فكهة، إنه ليس معنا من الصفراء والبيضاء شيء، ولكن لك ما تركنا من أزوادنا ومتاعنا، فلما خرج نقلت ما بقى من أزوادهم ومتاعهم، فيقال أنها كانت ولم تزل هي وولدها أكثر بني زريق مالاً حتى جاء الإسلام.

## ملاك بئر رومة في العصر الجاهلي
اختلفت الروايات في المالك لها في العصر الجاهلي، فأكثر الروايات وأصحها، أن المالك لها رجل من بني مزينة، وقد روي عن النبي صلى الله عليه وسلم أنه قال، نعم الحفير حفير المزيني يعني رومة، والذي حفرها رجل من مزينة، وذكر الغمام ابن عبد البر أنها كانت ركية ليهودي يبيع مائها للمسلمين، ومنه اشتراها عثمان رضي الله عنه على دفعتين، وقال الغفاري وذكر المجد عن أبي عبد الله بن منده أنه قال "رومة الغفار" صاحب بئر رومة، وذكر بشر بن بشر الأسلمي عن أبيه قال لما قدم المهاجرون المدينة ... وساق الحديث، قال وكانت لرجل من بني غفار بئر يقال لها رومة، وكان يبيع منا القربة بالمد أو بالدراهم.

## ملاك بئر رومة من العصر النبوي على عصرنا الحاضر
المالك الوحيد لبئر رومة من العصر النبوي الى عصرنا الحاضر، هو الخليفة الراشد عثمان ابن عفان، فقد جاءت الأحاديث الصحيحة بصحة هذا البيع ومباركة النبي له، قال الإمام ابن حجر، وجاء من طرق كثيرة شهيرة وصحيحة عن عثمان لما حاصروه أنه استنشد الصحابة عن أشياء منها شراؤه بئر رومة وغيرها.

## قيمة بئر رومة
اختلفت الروايات في القيمة الشرائية لبئر رومة، وتحديد الثمن الذي دفعة عثمان بن عفان رضي الله عنه، بين مكثر ومقل ومن تلك الروايات
1. ذكر البغوي بسنده أن قيمتها (35) ألف درهم.
2. ذكر ابن عبد البر أن قيمتها (20) ألف درهم.
3. ذكر ابن شبه أن قيمتها (40) ألف درهم.
4. ذكر السمهودي عن ابن شبه أن قيمتها (30) ألف درهم.
5. ذكر ابن سعد أن قيمتها (400) دينار.
6. ذكر ابن زبالة فيما روي عنه أن قيمتها (100) بكرة وشي يسير.

والجمع بين الأحاديث التي ذكرت القيمة ثبت بأحاديث صحيحة، وفي رواية النسائي وغيره أن عثمان لم يذكر القيمة عند المناشدة فقال، فابتعتها بكذا وكذا، وهذا الظن بعثمان رضي الله عنه، أما الاختلاف في مرويات القيمة، فهو اجتهاد من الرواة والله أعلم.

## الأحداث التي مرت عليها
- كانت عامرة إلى عهد النجار؛ فقد قال فيها:«وقد انقضت خرزتها وأعلامها، إلا أنها بئر مليحة جداً مبنية بالحجارة الموجهة...ثم قال: وماؤها صافٍ، وطعمها حلو، إلا أن الأجون غلب عليه» يقصد بالأجون تغير لون الماء وطعمه.
- خربت في عهد المطري رحمهُ الله؛ فقال: «وقد خربت، ونقضت حجارتها، وانطمت، ولم يبق منها اليوم إلا أثرها».
- جُددت مرة أخرى، ورفع بنائها عن الأرض نحو نصف قامة، ونزحت فكثر ماؤها، وكان تجديدها على يد قاضي مكة المكرمة شهاب الدين أحمد بن محمد بن المحب الطبري سنة 750هـ/1349م.[8]، ومن ألطف ما قيل فيها:

 ، وقد تعرضت البئر عبر العصور الإسلامية إلى الهدم وعدم الاعتناء، إلى أن انضمت المدينة المنورة تحت لواء الملك عبد العزيز سنة 1344هـ، فتولت إدارة الأوقاف الإشراف عليها، فأجرتها على مجموعة من مزارعي المدينة المنورة، فقاموا بزراعتها خير قيام، حتى تولت النظر عليها والقيام بها وزارة الزراعة بموجب عقد مبرم بينها وبين وزارة الأوقاف، فنمتها أحسن تنمية، ولا زالت كذلك إلى اليوم.

## الأهمية التاريخية
تقع بئر رُومة (أو بئر عثمان) على بعد خمسة أكيالً تقريبا من المسجد النبويً في عرصة العقيق الكبرىً بالقرب من مجمع الأسيال شمال غربي المدينة المنورة، وقطرها أربعة أمتار وعمقها 37 ًمترا ويبلغ مستوىً الماء 29 ً متراً تقريبا، وبجوارها أبنية مُستحدثة ومسجد به محراب 
نظرا لطراز بنائه، وأمام هذا المسجد بركة مربعة واسعة جميلة
البئر غزيرة الماء وماؤها عذب صافي خفيف للغاية؛ وهي مطوية بالحجارة المطابقة المنحوتةً طياً محكما وًكانت سقى مزرعتها بالسانية

## وصلات خارجية
- بئر رومة.. مازالت أطلالها شاهدة على تاريخها.
- الأوقاف النبوية وأوقاف الخلفاء الراشدين